# Rudolf Pfeiffer
Rudolf Carl Franz Otto Pfeiffer (Augusta, 20 settembre 1889 – Monaco di Baviera, 5 maggio 1979) è stato un filologo classico e grecista tedesco.
È principalmente ricordato per la sua edizione critica di frammenti, inni ed epigrammi di Callimaco.

## Biografia
Docente all'università di Berlino nel 1923, all'università di Amburgo dal 1923 al 1927, all'università di Friburgo dal 1927 al 1929 e all'università di Monaco dal 1929 al 1939, ottenne in quell'anno una prestigiosa cattedra a Oxford. Qui conobbe Edgar Lobel, allora professore di Papirologia ed editore dei Papiri di Ossirinco, e Paul Maas, come lui costretto all'esilio dal regime nazista (Maas era di famiglia ebraica; Pfeiffer sposò una donna ebrea). Pfeiffer ebbe accesso libero e autoptico ai frammenti papiracei di Callimaco ritrovati in Egitto; del grande filologo e poeta alessandrino aveva già pubblicato una prima edizione, Callimachi fragmenta nuper reperta, comparsa a Bonn nel 1921, però non perfetta perché si basava in parte su fotoriproduzioni di quei papiri che ora Pfeiffer poteva liberamente studiare in originale, per di più affiancato da un formidabile papirologo come Lobel e da un critico testuale preparato come Maas. E da questa collaborazione nacque l'opus magnum di Pfeiffer: Callimachus (in due volumi, Oxford 1949-1953), ancora oggi considerata un capolavoro della filologia classica e l'edizione standard di Callimaco.
Nel 1951 ritornò a Monaco, dove occupò la cattedra che aveva dovuto abbandonare quattordici anni prima e dalla quale si ritirò nel 1957.
Tra le altre sue opere: Humanitas Erasmiana (1931) e History of Classical Scholarship (1968).

## Opere selezionate
- Callimachi fragmenta nuper reperta, Bonn: A. Marcus und E. Weber's Verlag, 1921
- Ein neues Altersgedicht des Kallimachos, «Hermes» 63 (1928) 302–42
- Humanitas Erasmiana, Leipzig: B.G. Teubner Verlag, 1931
- Callimachus, I-II, Oxford: Clarendon Press, 1949-1953
  - I: Fragmenta, Oxford 1949
  - II: Hymni et Epigrammata, Oxford 1953
- History of Classical Scholarship: From the Beginnings to the End of the Hellenistic Age, Oxford: Clarendon Press, 1968
- History of Classical Scholarship: 1300-1850, Oxford: Clarendon Press, 1976)